# 約翰三書
《約翰三書》或譯《若望三書》（希臘語：ΙΩΑΝΝΟΥ C΄），是《新約聖經》中的第25卷書，屬於“大公書信”中最前寫成的第6卷。
主題：鼓勵在真理上的同工。

## 关于作者
信中起頭與結尾部分的問候形式均與約翰二書相同，而且執筆者也自稱為“長老”，因此，這封信很有可能也是使徒約翰的手筆。
另外信的內容和措詞與其餘兩封信頗相似，由此顯示它也是於公元98年左右在以弗所或附近地區寫成的。由於書信的內容簡短，所以很少受早期作家所引用，但依然可以從早期的聖經書目中找到這封信和約翰二書。

## 寫作背景
這封信是約翰寫給他所疼愛的忠信基督徒該猶的。該猶這個名字在早期會衆的日子相當常見。這名字在基督教希臘文聖經的其他部分出現過四次，所指的至少有三個或四個不同的人。沒有任何資料肯定地表明約翰致信的該猶是上述幾位中的任何一個。只知道該猶是基督徒會衆的一分子，也是約翰的一位特别朋友。
約翰的信是直接寫給他本人的，所以这是一封私人邮件。由於這緣故，信中總是使用“你”這個單數形式的稱謂。

## 主要内容
約翰在信中表示非常賞識該猶對客旅弟兄所表現的慷慨，並提及野心勃勃的丟特腓所引起的若干難題。信中提及的低米丟可能是奉約翰差派將信交給該猶的人。他需要在旅途中得着該猶的接待，而這封信則確保他會受到款待。像該猶的情形一樣，關於丟特腓和低米丟，除了從這封信所讀到的之外，便無法獲得其他資料了可以参考了。
信的內容可以幫助我們對早期基督徒的國際弟兄團體中彼此之間的親密情誼獲得一定的概念。當時的會衆慣於慷慨接待一些「為主名」奔波勞碌的弟兄，即使款待者與弟兄素未謀面。
使徒勸勉人要慷慨好客、努力行善。約翰很高興聽見該猶仍“按真理而行”。他稱讚該猶做着一件忠信的事，對來訪的弟兄表現仁愛的關注。約翰説：“我們有義務好客地接待這樣的人，好使我們成為真理中的同工。”
約翰在較早時候曾寫信給會衆，但狂妄自大的丟特腓卻不願以尊重的態度接受任何來自約翰或其他負有責任的弟兄的東西。因此，約翰若前往該會衆，他必定會因丟特腓“用惡言妄論”弟兄而向之提出責備。約翰勸勉親愛的該猶“不要效法惡，只要效法善”。他指出低米丟是個配受稱讚的榜樣。約翰沒有寫及許多事，因為他希望不久便親自與該猶見面了。

## 基督新教觀點
使徒約翰十分熱心保護會衆，使其不致受到各種污染人的勢力所影響，由此表明他是個模範監督。在教会中瀰漫着的友愛及慷慨精神是值得稱讚的。事實上他們有義務要保持這樣快樂的情況；這樣，當地的弟兄和來到他們當中的“客旅”（可能指的是與他們素未謀面的基督徒客人）便能够合力“一同為真理做工”。
然而，丟特腓卻心高氣傲，這是上帝所恨惡的。並且藐視神治權威，甚至用惡言妄論使徒約翰。他試圖阻止人在會衆中表現慷慨好客的精神。因此約翰坦率地譴責這件惡事，藉此維護會衆中真正的基督徒友愛。今日的基督徒也應當熱心保持謙卑，按真理而行，實踐敬虔的愛心和慷慨，以求與約翰所宣述的原則一致：“行善的屬乎上帝，行惡的未曾見過上帝。”

### 阅读圣经
- （页面存档备份，存于） （繁體中文）
- （页面存档备份，存于） （简体中文）